# Hepatica
Hepatica (Miller, 1754) è un genere di piante appartenente alla famiglia delle Ranunculaceae, dall'aspetto di piccole erbacee perenni dai delicati fiori primaverili, diffuso in Eurasia e America settentrionale.

## Tassonomia
Il genere Hepatica è un piccolo gruppo di piante comprendente 7 specie, una sola delle quali (Hepatica nobilis) appartenente alla flora spontanea italiana. La famiglia delle Ranunculaceae invece comprende oltre 2500 specie distribuite su 58 generi.
La collocazione tassonomica delle specie di questo genere nel corso del tempo ha subito più di una variazione. Linneo inizialmente le aveva collocate nel genere Polyandria; probabilmente pensando al concetto di “poliandria primaria”, ossia una struttura primitiva (dal punto di vista evolutivo) caratterizzata da numerosi stami in disposizione spiralata, tipica dell'androceo delle piante di questo genere. Ma dopo vent'anni lo stesso Linneo, le trasferì al genere Anemone. Qui rimasero in questa collocazione finché non vennero trasferite in un nuovo genere di nome Hepatica.

### Elenco delle specie
All'interno del genere Hepatica sono attualmente incluse 7 specie:
- Hepatica acutiloba (DC., 1824)
- Hepatica americana ((DC.) Ker Gawl., 1819)
- Hepatica falconeri ((Thomson) Steward, 1927)
- Hepatica henryi ((Oliv.) Steward, 1927)
- Hepatica maxima ((Nakai) Nakai, 1919)
- Hepatica nobilis (Miller, 1771) (sinonimo = Anemone hepatica L.) – Erba trinità : l'altezza della pianta va da pochi centimetri fino a 15 cm; il tipo corologico è Circumboreale; l'habitat tipico sono i boschi caducifogli o di aghifoglie; la diffusione sul territorio italiano è pressoché totale, mentre all'estero è una pianta diffusa nell'Asia e nell'America settentrionale, oltre che nell'Europa; la diffusione altitudinale va da 100 fino a 1000 m s.l.m..
  - var. acuta (Pursh) Steyermark (1960) (sinonimo = Anemone acutiloba (DC.) G. Lawson)
  - var. asiatica (Nakai) H. Hara (1952) (sinonimo = Anemone hepatica var. asiatica (Nakai) H. Hara)
  - var. japonica  Nakai
  - var. obtusa (Pursh) Steyermark (1960) (sinonimo = Anemone americana (DC.) H. Hara)
  - var. nobilis : è la specie più comune in Europa.
  - var. pyrenaica (sinonimo = H. pyrenaica)
  - var. pubescens (sinonimo = H. pubescens)
  - var. hispanica Willk. & Lange.
- Hepatica transsilvanica (Fuss, 1850) (sinonimi = Anemone transsilvanica (Fuss) Heuff.; = H. angulosa auct., non (Lam.) DC.) :  si trova sui Carpazi e nella zona della Transilvania.

### Ibridi
- Hepatica × media (Simonk., 1887)

## Etimologia
Il nome generico (Hepatica) venne introdotto dal botanico scozzese Philip Miller (Chelsea,1691 – Chelsea, 1771) in una pubblicazione del 1754 e deriva dal greco “hèpar” oppure ”hèpatos” (= fegato), nome derivato dalla forma particolare delle foglie ma anche dal colore della pagina inferiore della foglie stesse.

Il nome comune (“Erba trinità”) deriva dal Medioevo in quanto negli affreschi di carattere religioso spesso le foglie (a forma triloba) delle piante della specie più nota in Europa (Hepatica nobilis) servivano a simboleggiare uno dei dogmi cristiano-cattolici relativi alla natura di Dio.

## Descrizione

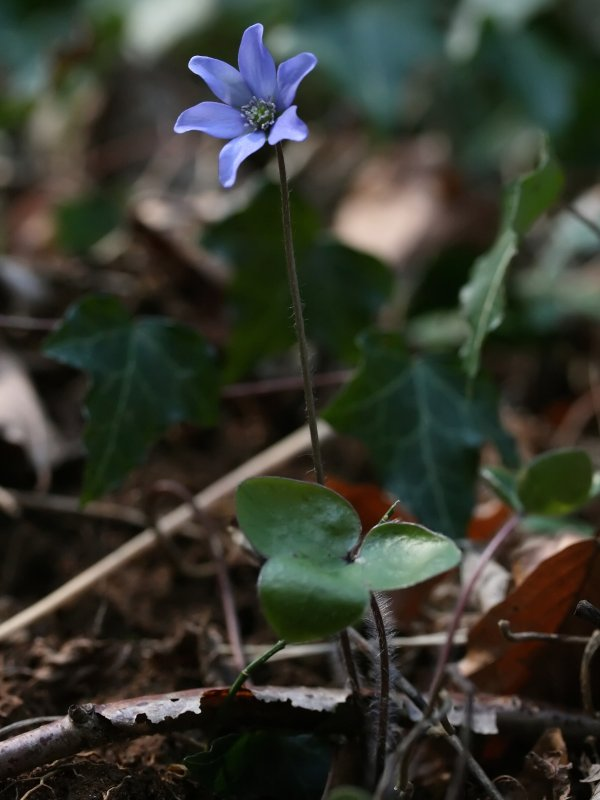
Il portamento (Hepatica nobilis)

Non sono piante molto alte in quanto sia le foglie che gli scapi fiorali si diramano con brevi fusticini dall'apparato radicale rizomatoso. La forma biologica prevalente (almeno per le specie europee) è geofita rizomatosa (G rhiz), ossia sono piante con organi sotterranei portanti gemme, dotate di rizoma, un fusto sotterraneo dal quale, ogni anno, si dipartono radici, foglie e scapi fioriferi. Queste piante contengono diversi alcaloidi della benzilisochinolina.

### Radici
Le radici sono secondarie da rizoma; sono inoltre molto fitte.

### Fusto
- Parte ipogea: la parte sotterranea dei fusti consiste in brevi rizomi fusiformi.
- Parte epigea: la parte aerea dei fusti è praticamente assente in quanto sia la rosetta basale (e quindi le foglie) che gli scapi fioriferi partono direttamente dalla parte emergente del rizoma.

### Foglie

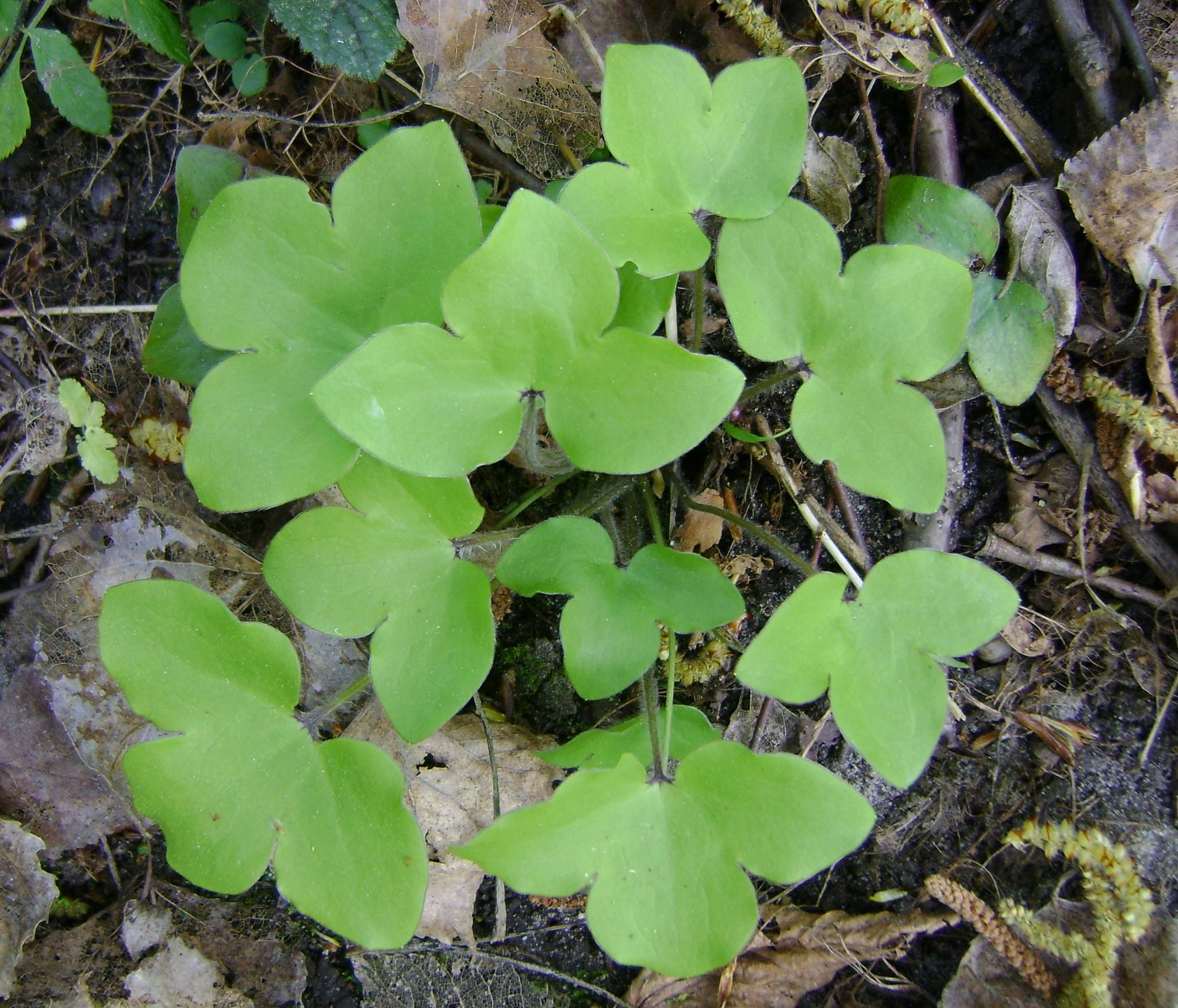
Le foglie (Hepatica nobilis)

Le foglie (unicamente basali o radicali) sono lobate (a 3 lobi o 5 lobi). Le insenature dei lobi raggiungono quasi la parte centrale della foglia. Generalmente sono carnose e il picciolo è riccamente pubescente. Il margine può essere sia intero che dentato. Normalmente appaiono dopo la fioritura e sono persistenti.

### Infiorescenza

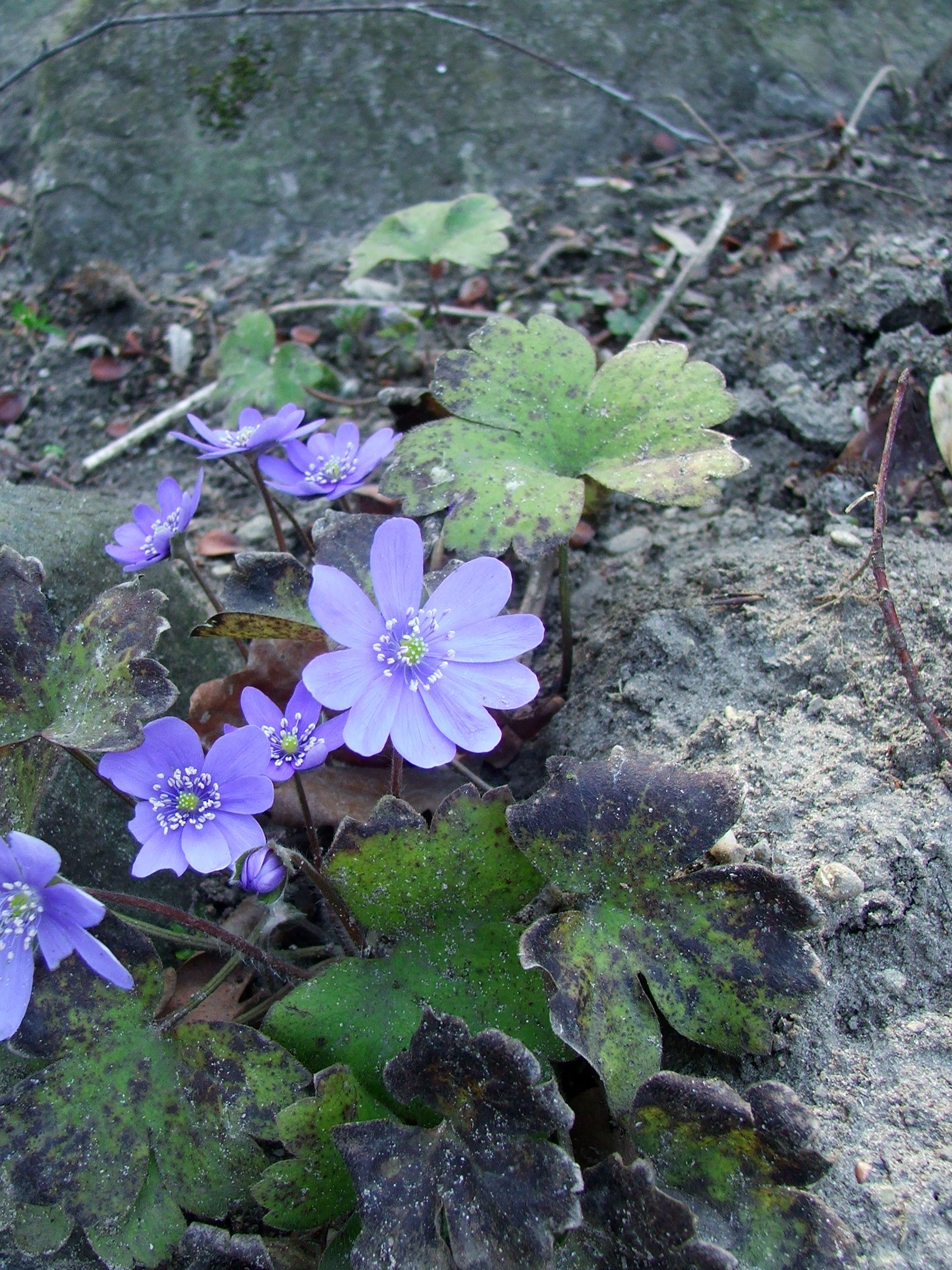
Infiorescenza (Hepatica transsilvanica)

L'infiorescenza è composta da scapi fiorali uniflori inseriti direttamente sul rizoma (all'ascella di squame ellittiche). Questi sono interamente afilli e pubescenti (quasi lanosi).

### Fiori

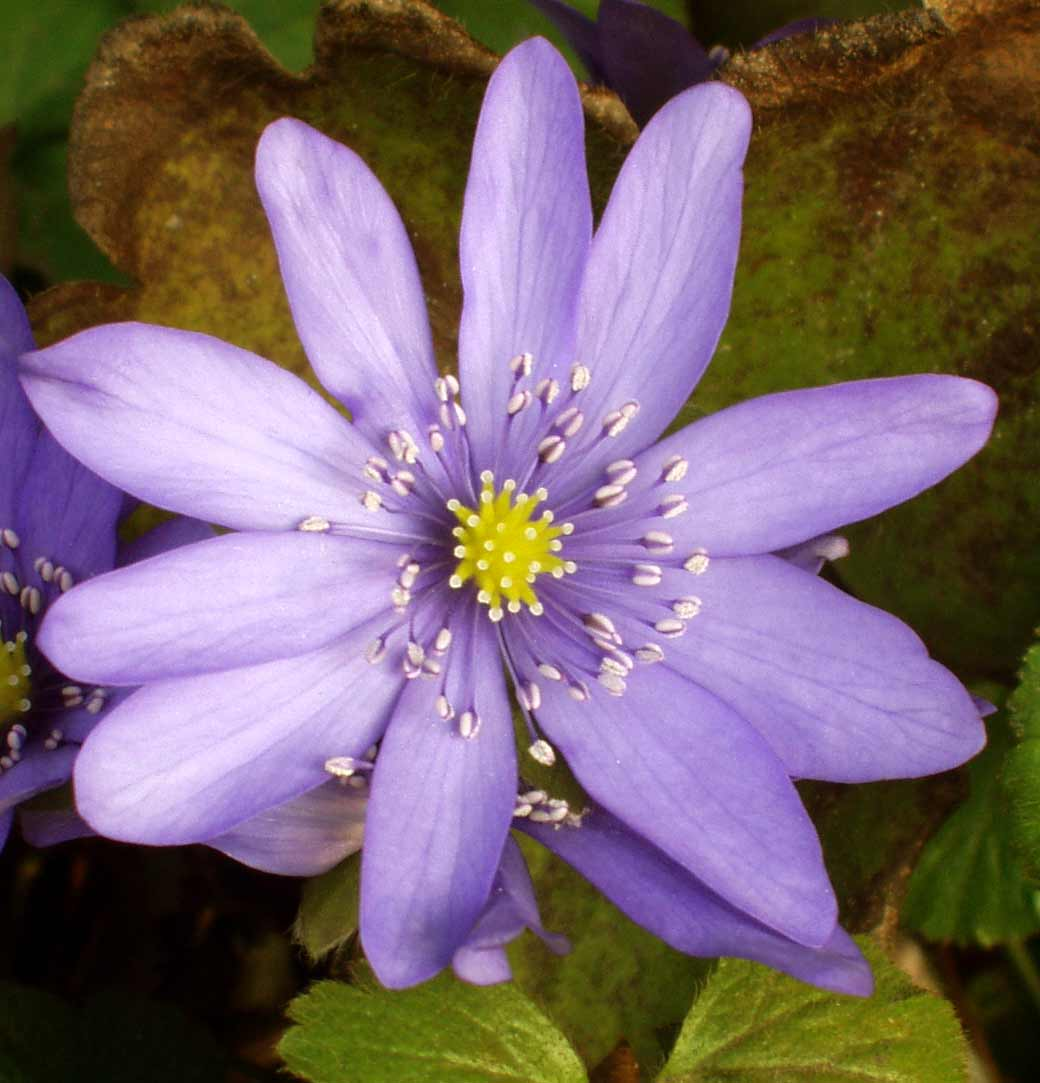
Il fiore (Hepatica transsilvanica)

I fiori di questo genere sono considerati di tipo arcaico e sono più o meno “aciclici” (non hanno una struttura ben definita in calice, corolla e parte riproduttiva). Il perianzio(o anche più esattamente il perigonio) di questi fiori è derivato dal perianzio di tipo “diploclamidato”, formato cioè da due verticilli: i tepali e i nettari (che in questo caso specifico sono assenti). I fiori sono inoltre attinomorfi e ermafroditi.
- Formula fiorale:

* K 3, C 6-10, A molti, G 1-molti  (supero)
- Calice: il calice è formato da tre piccole foglie cauline sessili. In realtà sono delle vere e proprie foglie bratteali che essendo appressate al fiore simulano un calice (probabilmente sono derivate da tre foglie cauline superiori normali riunite in verticillo che a poco a poco si sono appressate alla base del fiore). Questa parte assolve alla funzione protettiva tipica del calice nel perianzio delle Dicotiledoni.
- Corolla: la corolla è dialipetala, formata da diversi petali (tepali petaloidi) ellittici (o ovoidali) arrotondati all'apice. I colori (per le specie europee) variano dal lilla verso il rosa e persino verso il bianco o più normalmente azzurro tendente al violaceo. Questa parte del perigonio assolve alla funzione vessillare e sono persistenti, mentre i nettari veri e propri sono assenti.
- Androceo: gli stami sono numerosi e in disposizione spiralata. I filamenti sono filiformi e le antere sono bilobate a forma ellissoide. Il polline, come in tutte le Dicotiledoni, è “tricolpato” (con tre aperture perpendicolari al piano equatoriale).
- Gineceo: anche i carpelli sono numerosi e spiralati formanti tutti un ovario supero (ovario “apocarpico” – ossia con carpelli liberi). Questi si presentano con l'apice allungato: lo stilo - il rostro nel frutto.
- Fioritura: in genere queste piante sono le prime a fiorire (fine inverno, inizio primavera).
- Impollinazione: tramite farfalle (anche notturne) e api.

### Frutti
I frutti (degli acheni non piumosi) sono degli aggregati di follicoli oblunghi pubescenti e rostrati (= stilo persistente terminale). I semi sono piccoli (con un minuto embrione) ma con abbondante endosperma.

## Distribuzione e habitat
Quelle di questo genere sono piante abbastanza comuni. In preferenza crescono su substrato calcareo, in zone ombreggiate dei sottoboschi (soprattutto faggio), ma anche macchie e pascoli in pieno sole, ma a quote più elevate. In inverno tollerano molto bene una lettiera o uno strato di neve.

## Usi

### Farmacia
Nelle piante di questo genere sono presenti diverse sostanze come  “anemonina”, “epatotrilobina” e saponina che nel passato sono state utilizzate nella medicina popolare. Comunque in genere risultano piante velenose in quanto contengono sostante tossiche per l'uomo..

### Giardinaggio
Attualmente l'unico impiego delle specie di questo genere è nel giardinaggio. In Giappone ad esempio esiste una lunga tradizione orticola già dal XVIII secolo durante la quale sono stati prodotti diversi cultivar a fiori doppi e svariati colori dalle specie più interessanti.